# Майкл Коннеллі
Майкл Коннеллі (англ. Michael Joseph Connelly; нар. 21 липня 1956 року, у Філадельфії, Пенсільванія) — американський письменник, автор детективних романів про детектива Гаррі Боша, який працює в Департаменті поліції Лос-Анджелесу. Романи Коннеллі перекладені станом на 2021 рік 40 мовами світу, а твори видані накладом 74 млн примірників, зокрема серія про Гаррі Боша — 30 млн. Лауреат численних літературних премій.

## Біографія
Коннеллі народився у Філадельфії, штат Пенсільванія, другою за старшинством дитиною В. Майкла Коннеллі, забудовника, та Мері Коннеллі, домогосподарки. Коннеллі мали ірландське походження. За словами письменника, його батько був розчарованим митцем, який заохочував своїх дітей бажати досягти успіху в житті та був схильним до ризику, який чергував успіх і невдачу у своїй кар’єрі. Мати Коннеллі була прихильницею кримінальної літератури і познайомила свого сина зі світом містичних романів.
У віці 12 років Коннеллі разом із сім'єю переїхав із Філадельфії до Форт-Лодердейла, штат Флорида, де відвідував середню школу Св. Томи Аквінського.
У віці 16 років інтерес Коннеллі до злочинів і таємниць зріс, коли, повертаючись додому після роботи посудомийником у готелі, він побачив, як чоловік кинув якийсь предмет у живопліт. Коннеллі вирішив провести розслідування та виявив, що це був пістолет, загорнутий у сорочку лісоруба. Поклавши пістолет назад, він пішов за чоловіком до бару, а потім пішов додому, щоб розповісти про це батькові. Пізніше тієї ночі Коннеллі привів поліцію до бару, але чоловіка вже не було. Ця подія познайомила Коннеллі зі світом поліцейських та їхнім життям, вразивши його тим, як вони працювали.
Коннеллі планував слідувати за  батьком, який працював у будівництві. Майкл розпочав навчання в Університеті Флориди в Гейнсвіллі, в Школі менеджмента будівництва Рінкера вивчаючи управління будівництвом.
Отримавши оцінки, які були нижчими за очікувані, Коннеллі пішов подивитися фільм Роберта Альтмана «Довге прощання» (1973). Фільм, заснований на однойменному романі Реймонда Чандлера 1953 року, справив на нього серйозне враження. Коннеллі пішов додому і прочитав усі твори Чандлера, і вирішив перевестися до Коледжу журналістики та комунікацій Університету Флориди на спеціальність «журналістика» маючи за мету у майбутньому стати письменником детективного жанру. По закінченню університету він став кримінальним репортером.
З 1980 року Коннеллі працював у газетах "The Daytona Beach News-Journal" у Дейтона-Біч і в "Fort Lauderdale News and Sun-Sentinel" у Форт-Лодердейлі у Флориді. Там він як репортер викрив злочинну групу під час кокаїнової війни Південної Флориди. Коли ж його стаття про вцілілих після авіакатастрофи літака «Дельта Ейрлайнз», який летів із Форт-Лодердейл у Лос-Анджелес, отримала Пулітцерівську премію, Майкла запросили працювати в «Los Angeles Times». Він переїхав до Каліфорнії в 1987 році зі своєю дружиною Ліндою МакКалеб, з якою познайомився під час навчання в коледжі й одружився у квітні 1984 року.
Після трьох років роботи в «Лос-Анджелес Таймс» Коннеллі написав свій перший опублікований роман «Чорне відлуння» (1992), попередньо написавши два незакінчених романи, які він не намагався опублікувати.
Наразі живе з родиною у Флориді.

## Літературна діяльність
Перша книга Коннеллі, яка вийшла в 1992 році, «Чорне відлуння» отримала премію Едгара Аллана По за найкращий перший роман американського письменника. Книга була заснована на реальних подіях і стала першою в серії романів про головного персонажа лос-анджелеського поліцейського Гаррі Боша. Крім цієї серії, Коннеллі видав кілька книг з іншими головними персонажами, як от адвокат Міккі Голлер (Mickey Haller) і журналіст Джек Макевой. Нерідко Гаррі Бош з'являється і в тих книгах, де головну роль грають інші персонажі.
Ряд його романів екранізовано. Коннеллі отримав десять престижних премій в області гостросюжетної літератури. Крім премії Едгара По, твори письменника відзначитися також нагород: премія Ентоні, премія Ніро, премія Мекавіті, премія Діліс, премія Шамус, премія Баррі, Мальтійський сокіл (Японія), 38-й калібр (Франція) і Гран-прі поліцейської літератури. Був президентом Товариства письменників детективного жанру Америки.

## Творчість

#### Серія Гаррі Боша
1. «Чорне відлуння / Чорне ехо» (The Black Echo[en]) (1992) (отримав премію Едгара)
2. «Чорний лід» (The Black Ice[en]) (1993)
3. «Блондинка в бетоні» (The Concrete Blonde[en]) (1994)
4. «Останній койот» (The Last Coyote[en]) (1995) (отримав премію Діліс)
5. «За сценарієм мафії / Музика багажника» (Trunk Music[en]) (1997) (отримав премію Баррі)
6. «Політ ангелів» (Angels Flight[en]) (1999)
7. «Пітьма чорніша за ніч» (A Darkness More Than Night[en]) (2001) (діє також Террі МакКалеб)
8. «Місто кісток» (City Of Bones[en]) (2002) (отримав премію Ентоні)
9. «Таємний світ» (Lost Light[en]) (2003)
10. «Тіснина» (The Narrows[en]) (2004)
11. «Забута справа» (The Closers[en]) (2005)
12. «Ехо-парк» (Echo Park[en]) (2006)
13. «Оглядовий майданчик» (The Overlook[en]) (2007)
14. «9 драконів» (Nine Dragons[en]) (2009)
15. «Відновлення / Пастка для адвоката» (The Reversal[en]) (2010)
16. «Останній строк» (The Drop[en]) (2011)
17. «Чорний ящик» (The Black Box[en]) (2012)
18. «Револьвер для адвоката» (The Gods of Guilt[en]) (2013)
19. «Палаюча кімната» (The Burning Room[en]) (2014)
20. «Перехрестя» (The Crossing[en]) (2015)
21. «Зворотна сторона прощання» (The Wrong Side of Goodbye[en]) (2016)
22. «Два види істини» (Two Kinds of Truth[en]) (2017)
23. «Темна священна ніч» (Dark Sacred Night) (2018) (в романі діє також Рене Баллард)
24. «Нічний вогонь» (The Night Fire[en]) (2019) (в романі діє також Рене Баллард)
25. «Закон невинуватості» (The Law of Innocence) (2020) (у романі діє й Міккі Голлер)
26. «Темні часи» (The Dark Hours[en]) (2021) (в романі діє також Рене Баллард)
27. «Зірка пустелі» (Desert Star[en]) (2022) (в романі діє також Рене Баллард)
28. «Воскресенська хода» (Resurrection Walk[en]) (2023)  (у романі діє й Міккі Голлер)
29. «Очікування» (The Waiting) (2024) (у романі діють Рене Баллард і Медді Бош)

##### Оповідання серії
- Angle of Investigation («Ракурс розслідування») (2011) (збірка включає 3 оповідання: «Christmas Even», «Father's Day», «Angle of Investigation» / «Навіть Різдво» , «Батьківський день», «Ракурс розслідування»)
- Suicide Run (Втеча самогубців) (2011), (збірка включає 3 оповідання: «Suicide Run», «Cielo Azul», «One Dollar Jackpot» / «Втеча самогубців», «Блакитне небо», «Один доларовий джекпот»)
- Mulholland Dive (Малголланд Драйв) (2012), (збірка включає 3 оповідання: «Cahoots», «Mulholland Dive», «Two-Bagger» / «Змова», «Малголланд Драйв», «Двомішечник»)

#### Серія Міккі Голлера
1. «Лінкольн для адвоката» (The Lincoln Lawyer[en]) (2005)
2. «Свинцевий вердикт» (Куля для адвоката) (The Brass Verdict[en]) (2008)
3. «Анулювання» (Пастка для адвоката) (The Reversal[en]) (у романі діє й Гаррі Бош) (2010)
4. «П'ятий свідок» (The Fifth Witness[en]) (2011)
5. «Револьвер для адвоката (Боги провини)» (The Gods of Guilt[en]) (2013)
6. «Перехрестя» (The Crossing) (2015)

##### Оповідання серії
- «Ідеальний трикутник» (The Perfect Triangle) (2010)
- «Спалені матчі» (Burnt Matches) (2016)

#### Серія Джека Макевоя
1. «Поет» (The Poet[en]) (1995) (отримав премії Ентоні, Діліс, Ніро)
2. «Опудало» (The Scarecrow[en]) (2009)
3. «Справедливе попередження» (Fair Warning[en]) (2020)

#### Серія Террі МакКалеба
1. «Кривава робота» (Blood Work[en]) (1998)

#### Серія Кессі Блек
1. «Місяць без курсу» (Void Moon[en]) (1999)

#### Серія Генрі Пірса
1. «У гонитві за удачею» ( Chasing The Dime[en]) (2002)

#### Серія Рене Балларда
1. «Пізнє шоу» (The Late Show[en]) (2017)

#### Позасерійні оповідання
- Two-Bagger (Два мішечника) (2001)
- Cahoots (Змова) (2002)
- Christmas Even (Різдво навіть) (2004)
- Cielo Azul (Синє небо) (2005)
- Angle of Investigation (Кут дослідження) (2005)
- Mulholland Dive (Малголанд пірнає) (2007)
- Suicide Run (Втеча самогубців) (2007)
- One Dollar Jackpot (Джекпот в один долар) (2007)
- Father's Day (День батька) (2008)
- «Blue on black» (Синє на чорному) (2010); (разом з Рейчел Воллінг)
- Blood Washes Off (Змивається кров) (2011)
- Homicide Special (Спеціальне вбивство) (2011)
- A Fine Mist of Blood (Гарний туман з крові) (2012)
- Switchblade (Перемикач) (2014)
- Red Eye (Червоне око) (2014)
- The Crooked Man (Крива людина) (2014)
- Nighthawks (Нічні яструби) (2016)
- The Guardian (Опікун) (2020)

#### Окремі оповідання
- After Midnight (Після опівночі) (2003)
- The Safe Man (Безпечна людина) (2005)
- Short Cut (Коротка стрижка) (2009)
- The Third Panel (Третя панель) (2017)
- Avalon (Авалон) (2021)

#### Нехудожні твори
- Crime Beat (Кримінальний ритм) (2004) (збірка журналістських статей)

### Фільмографія

#### Телебачення
- Level 9[en] (Рівень 9), телесеріал (2000-2001), один із творців і сопродюсер
- Касл, телесеріал (2009-2011), актор (камео)
- Детектив Бош, телесеріал (2015-2021), , письменник, один із творців і сопродюсер
- Bosch: Legacy[en] (Бош: Спадщина), телесеріал (2022),  письменник, один із творців і сопродюсер

#### Документалістика
- Sound of Redemption: The Frank Morgan Story[en] (Звук спокути: Історія Френка Моргана)  (2014), виконавчий продюсер

#### Адаптації
- Кривава робота — кінофільм 2002 року за однойменним романом, режисер Клінт Іствуд.
- Лінкольн для адвоката — кінофільм 2011 року за однойменним  романом, режисер Бред Фурман(інші мови).
- Детектив Бош — телесеріал 2014-2020 років створений Еріком Овермейєром (Eric Overmyer[en]) за романами про Гаррі Боша.
- Бош:Спадщина (Bosch: Legacy[en] —  телесеріал 2022 року, створений Майклом Коннеллі, Томас Бернардом і Еріком Овермейєром за романами про Гаррі Боша.
- Avalon[en] —  телесеріал 2022 року, створений Майклом Коннеллі та Девідом Келлі на основі оповідання «Авалон».
- Лінкольн для адвоката — телесеріал 2022 року, серії створені Девідом

Келлі на основі роману «Свинцевий вердикт» (The Brass Verdict)

## Головні персонажі
- Рене Баллард — детектив управління поліції Лос-Анджелеса.
- Кессіді (Кессі) Блек — грабіжниця.
- Гаррі Бош(інші мови) — детектив «убивчого» відділу управління поліції Лос-Анджелеса.
- Рейчел Веллінг — агент ФБР.
- Міккі Голлер(інші мови) — адвокат у кримінальних справах.
- Джек Макевой(інші мови) — журналіст кримінальної хроніки.
- Террі МакКалеб — колишній агент ФБР, фахівець із серійних убивц.
- Генрі Пірс — підприємець у сфері комп'ютерів.